# Асала Пуджа
Асала Пуджа (тай. อาสาฬหบูชา) або День Дгарми — свято та фестиваль у буддистів Тхеравада. Це свято також називають "запуском колеса Дгарми".

## Історія

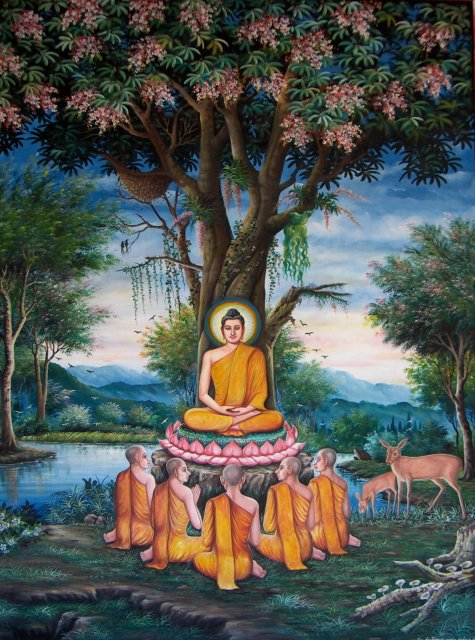
Будда у парку під час першої проповіді

Свято приурочене першому уроку, який Сідхартха Гуатама після просвітлення дав своїм п'яти учням у парку біля міста Варанасі, Індія. У цій проповіді були описані Чотири Шляхетні Істини і Благородний Восьмирічний Шлях. Він сказав, що життя неминуче пов'язане зі стражданнями — дукха; причиною страждання є жага буття і чуттєвих насолод; щоб уникнути страждань, слід звільнитися від цієї жаги буття
і досягти повного заспокоєння — нірвани чи ніббани. 
Таким чином Сідхартха Гуатама і 5 учнів заснували перший чернече братство.